# Человек-паук (Павитр Прабхакар)
Человек-паук (англ. Spider-Man), настоящее имя Павитр Прабхакар (англ. Pavitr Prabhakar) — персонаж комиксов, издаваемых Marvel Comics. Является альтернативной версией Человека-паука родом из Индии (Земля-50101).

## История публикаций
Первое появление Павитра Прабхакара состоялось в Spider-Man: India #1 (январь 2005).

## Вымышленная биография персонажа
Павитр Прабхакар, простой индийский мальчик из дальней деревни, переехал в Мумбаи к своей тёте Майе и дяде Бхиму, чтобы получить образование. Его родители умерли за несколько лет до начала основных событий. В новой школе другие ученики дразнили и били его за прилежность и небогатое происхождение. Павитр знал, что дядя Бхим изо всех сил старался содержать его и тётю Майю и платить за учёбу. Только Мира Джейн, популярная девочка из его школы, не стыдилась дружить с ним.
В то же время криминальный авторитет по имени Налин Оберой использовал амулет для проведения древнего ритуала, в ходе которого в него вселился демон, жаждущий открыть врата для вторжения других демонов на Землю. Преследуемый хулиганами, Павитр Прабхакар встретил древнего йога, который наделил его силой паука для борьбы с угрожающим миру злом. Узнав о своих способностях, Павитр Прабхакар отказался помочь женщине, на которую напали несколько мужчин. Он ушёл с места преступления, но вскоре вернулся, услышав крик своего дяди, который скончался через непродолжительное время. Павитр узнал, что Бхима зарезали, когда тот пытался помочь женщине. Юноша осознал, что «с большой силой приходит большая ответственность», и поклялся использовать свои силы на благо других.
Налин Оберой ненадолго снова стал человеком и превратил доброго доктора в демона с четырьмя магическими щупальцами, после чего поручил ему убить Человека-паука, следуя указаниям демонических голосов. «Док Ок» потерпел неудачу, и Человек-паук официально начал свою супергеройскую карьеру. Несмотря на благородство Павитра, в газетах он был прозван угрозой.
Оберой похитил тётю Павитра и увёз её на нефтеперерабатывающий завод за пределами Мумбаи. Там он предал Доктора Осьминога и сбросил его в океан. Человек-паук прибыл на территорию суперзлодея и вступил с ним в конфронтацию, также узнав о похищении Миры. В ходе развернувшегося сражения, Майя и Мира упали с крыши нефтеперерабатывающего завода. Человек-паук нырнул за своей тётей, но не успел спасти Миру, которую выловил Доктор Осьминог. Павитр раскрыл свою личность Мире и попросил девушку доставить его тётю в безопасное место.
Оберой навсегда избавился от Доктора Осьминога и прикоснулся амулетом к Человеку-пауку. Из амулета появилось существо, похожее на Венома, которое попыталось переманить Человека-паука на тёмную сторону. Павитр вспомнил слова своего дяди об ответственности и отверг зло, разрушая связь между демонами и Обероем и превратив Обероя обратно в человека. Человек-паук выбросил амулет в океан, а Обероя отправил в психиатрическую лечебницу.
В конце концов, в Мумбаи воцарился мир. Павитр Прабхакар начал встречаться Мирой. Вместе со своей тётей он праздновал Дивали. История закончилась цитатой из «Бхагавадгиты», из которой стало известно, что Демон-Веном выжил.

### Spider-Verse
Во время сюжетной арки Spider-Verse, в которой фигурировали Люди-пауки из разных альтернативных вселенных, Павитр Прабхакар был замечен в сражении с новым таинственным злодеем по имени Карн, которого он принял за демона. Превосходный Человек-паук (разум Доктора Осьминога в теле Питера Паркера) сумел спасти его и завербовал в свою армию Пауков. Во втором томе Spider-Verse, действие которого происходило во время событий Secret Wars, Павитр Прабхакар оказался во владениях Мира битв под названием Арахния, где он объединился с Гвен-паук, Свином-пауком, Нуарным Человеком-пауком, Человеком-пауком Британией и Аней Коразон, хотя никто из них не помнил о своей последней встрече во время событий первого тома Spider-Verse.
После завершения Secret Wars, команда из шести Пауков, сформировавшаяся во время этого события, сменила название на Паутинные воины. Его придумал Питер Паркер из мультсериала «Великий Человек-паук» во время оригинальной Spider-Verse.

### Spider-Geddon
Во время сюжетной арки Spider-Geddon Павитр вёл наблюдение за Землей-3145 при поддержке Девушки-паука, Паука-панка, Паука-Британией и Мастера Уивера. Они обнаружили, что Наследники стали недоедать с тех пор, как их видели в последний раз.

## Вне комиксов

### Кино
Каран Сони озвучил Павитра Прабхакара в анимационном фильме «Человек-паук: Паутина вселенных» (2023).

### Видеоигры
Павитр Прабхакар появляется как разблокируемый играбельный персонаж в игре Spider-Man Unlimited 2014 года.

## Критика и отзывы
Джеймс Уитбрук из io9 поместил Павитра на 14-е место среди «Лучших альтернативных версий Человека-паука». Отметив, что тот «остаётся верен наследию Человека-паука и, вероятно, является лучшим примером иностранного Паука Marvel, из когда-либо созданных». Райан Линч из Screen Rant поместил Павитра на 10-е место, полагая, что персонаж «не так умён как его американская версия, но имеет всё, что делает Человека-паука по-настоящему великим».